# عزالدین بوزرار
عزالدین بوزرار (انگلیسی: Azzedine Bouzerar؛ زادهٔ ۷ ژوئیهٔ ۱۹۵۳) بازیکن هندبال اهل الجزایر بود.